# Silnice II/388
Silnice II/388 je silnice II. třídy v okrese Žďár nad Sázavou v Kraji Vysočina. Spojuje obce Rovečné, Vír, Bystřice nad Pernštejnem, Bobrová, Ostrov nad Oslavou a Bohdalov.

## Trasa silnice
Odpojení od silnice II/362 (u Rovečného) – Věstín – Vír – Hrdá Ves – Bystřice nad Pernštejnem – Rodkov – Horní Rožínka – Zvole (krátké napojení na silnici II/385) – Horní Bobrová (napojení na silnici II/360) – Dolní Bobrová (odpojení od silnice II/360) – Radešín – Bohdalec – Ostrov nad Oslavou (krátké napojení na silnice II/354 a I/37) – Kotlasy – Březí nad Oslavou – Pokojov – Bohdalov – napojení na silnici II/353 (u Bohdalova).
Ve Víru se připojuje silnice II/387 a v Bystřici nad Pernštejnem silnice II/357. V Bystřici nad Pernštejnem křižuje silnici I/19.

## Vodstvo na trase
U odbočky k zemědělskému družstvu u Rovečného vede přes Rovečenský potok, ve Víru přes Svratku a Bystřici (znovu v Bystřici nad Pernštejnem), v Rodkově přes Nedvědičku, u Míčova mlýna u Zvole přes Olešnou, mezi Horní a Dolní Bobrovou přes Bobrůvku, u odbočky na hájenky Polák přes Sucký potok a v Ostrově nad Oslavou přes Oslavu a Bohdalovský potok (znovu u Kotlas).
U chatové osady Rendlíček u Březí nad Oslavou prochází po hrázi rybníka Rendlíček a v Bohdalově po hrázi Záhumenního rybníka.